# 張邦教 (萬曆進士)
張邦教（？—？），號襟宇，福建建寧府浦城县人，明朝政治人物。

## 生平
萬曆二十五年（1597年）丁酉科福建乡试舉人，二十六年（1598年）戊戌科進士，兵部觀政，授廣西南宁府推官，署横州事，赠置学田，以赡貧士，卒于官。